# Tawan Sripan
Tawan Sripan (Thai: ตะวัน ศรีปาน, * 13. Dezember 1971 in Saraburi), auch unter dem Namen Totchtawan Sripan oder Coach Ban bekannt, ist ein thailändischer Fußballtrainer und ehemaliger Fußballspieler.

## Karriere

### Spieler

#### Verein
Totchtawan Sripan erlernte das Fußballspielen in den Schulmannschaften der Kaeng Khoi School, dem Saraburi Technical College und dem Rajamangala College Nonthaburi. Seine Karriere begann Tawan beim FC Raj-Vithi, bevor er 1992 zum FC Bangkok Bank wechselte. Dort spielte er acht Jahre und gewann alle seine Titel mit diesem Verein. Er wurde mit dem Klub dreimal Meister, gewann den thailändischen Verbandspokal und den Queen’s Cup. Größter internationaler Erfolg mit der Mannschaft war das Erreichen des dritten Platzes im Asian Cup Winners Cup 2000. 2001 trat Tawan einen Dreijahresvertrag bei den Sembawang Rangers FC in der singapurischen S-League an, bevor er 2004 seinem Freund Kiatisak Senamuang zu Hoàng Anh Gia Lai folgte. Mit dem Verein aus Pleiku spielte er in der Ersten Liga. 2004 feierte er mit dem Verein die vietnamesische Meisterschaft. Im selben Jahr gewann er mit dem Verein den vietnamesischen Supercup. Das Spiel gegen Boss Bình Định gewann Hoàng Anh Gia Lai mit 3:1. 2007 kehrte er in seine Heimat zurück. Hier schloss er sich dem Erstligisten BEC Tero Sasana FC an. Die Saison 2009 war er Spielertrainer.  Am 1. Januar 2010 beendete er seine Karriere als Fußballspieler.

#### Nationalmannschaft
Sein erstes Länderspiel für Thailand bestritt er 1993 gegen Japan, im Spiel zur Qualifikation der Fußball-WM 1994. Mit der Nationalelf gewann er 1995, 1997, 1999 insgesamt drei Goldmedaillen bei den Südostasienspielen. Der größte Erfolg mit der Nationalmannschaft war einerseits die ASEAN-Fußballmeisterschaft 2000 und das Erreichen des Halbfinales bei den Asienspielen 1998. In einem Freundschaftsspiel 2001 gegen Manchester United in Bangkok stand Tawan im Aufgebot. Mit einem Schuss aus etwa 20 Metern erzielte er das einzige Tor für Thailand bei der Begegnung, welche am Ende mit 1:2 verloren ging. Nachdem sich die Nationalmannschaft nicht für die Fußball-Weltmeisterschaft 2010 qualifizieren konnte, trat er aus der Nationalelf zurück. Das letzte Spiel, in dem er für Thailand auflief, war das Qualifikationsspiel gegen den Oman am 22. Juni 2008. Thailand verlor das Spiel mit 1:2. Das einzige Tor für Thailand erzielte Tawan. Am 28. März 2009 bekam er vom Thailändischen Fußballverband ein Abschiedsspiel. In diesem Spiel trat eine thailändische Auswahl gegen die Nationalmannschaft Neuseelands an.

## Trainerkarriere
Totchtawan Sripan begann seine Karriere als Spielertrainer in der Saison 2009 bei seinem Verein BEC Tero Sasana FC. 2010 übernahm er die Mannschaft als Cheftrainer. Hier stand er bis zum 30. Juni 2010 an der Seitenlinie. Am 1. Juli 2010 unterschrieb er einen Vertrag als Trainer beim Saraburi FC. Der Verein aus Saraburi spielte in der Dritten Liga, der damaligen Regional League Division 2. Hier trat Saraburi in der Central/Eastern Region an. Am Ende der Saison wurde er mit Saraburi Meister der Region und stieg in die Zweite Liga auf. 2014 feierte er mit dem Verein die Vizemeisterschaft und den Aufstieg in die Erste Liga. Mitte 2015 verließ er den Verein und er wechselte zum Zweitligisten Police United nach Bangkok. Mit Police wurde er am Ende der Saison Meister der Liga. Im Januar 2016 übernahm er das Traineramt beim Erstligisten Muangthong United. Mit dem Verein aus Pak Kret, einem Vorort der Hauptstadt Bangkok, wurde er in seiner ersten Saison Meister. Im gleichen Jahr gewann er mit SCG den Thai League Cup. Diesen konnte man im darauffolgenden Jahr verteidigen. 2017 gewann er mit SCG den Thailand Champions Cup und die Mekong Club Championship. Bei Muangthong stand er bis zum 12. März 2018 unter Vertrag. Von Ende Juni 2018 bis Mitte September 2018 stand er bei seinem ehemaligen Verein Police Tero FC in Bangkok unter Vertrag. Die Hinrunde 2019 stand er an der Seitenlinie des Erstligisten Suphanburi FC in Suphanburi. Von Juli 2019 bis Anfang November 2020 war er Co-Trainer der thailändischen Nationalmannschaft. Am 5. November 2020 verpflichtete ihn der Erstligist Bangkok United als Cheftrainer. 16 Monate später wurde er dann von Aurelio Vidmar abgelöst und Sripan wechselte in das Amt des Technischen Direktors. Am 28. Dezember 2022 wiederum folgte Sripan dann wieder interimsweise auf Vidmar als Trainer des Vereins. Zu Saisonbeginn 2023/24 wurde er erneut Cheftrainer des Vereins. Am 5. August 2023 gewann er mit Bangkok United den thailändischen Super Cup. Das Spiel gegen den Meister Buriram United im Rajamangala Stadium gewann man mit 2:0. Am Ende der Saison 2023/24 feierte er mit dem Verein die Vizemeisterschaft. Am 15. Juni 2024 gewann er mit Bangkok United den FA Cup. Das Endspiel gegen den Zweitligisten Dragon Pathumwan Kanchanaburi FC gewann man im Elfmeterschießen.

## Erfolge

### Spieler

#### Verein
FC Bangkok Bank
- Thailändischer Meister: 1994, 1995/96, 1996/97
- Queen’s Cup-Sieger: 2000
- Thailändischer Pokalsieger: 1998, 1999
- Asian Cup Winners Cup aka AFC Cup 1999/00: 3. Platz

Hoàng Anh Gia Lai
- Vietnamesischer Meister: 2004
- Vietnamesischer Supercup-Sieger: 2004

#### Nationalmannschaft
- Asienspiele: 4. Platz 1998
- Südostasienspiele: Goldmedaille 1995, 1997, 1999
- ASEAN-Fußballmeisterschaft: Gewinner 2000
- Teilnahme an der Endrunde zur Fußball-Asienmeisterschaft 2000, 2007

### Trainer
BEC-Tero Sasana FC
- Thailändischer Pokalfinalist: 2009

Saraburi FC
- Regional League Division 2 – Central/East: 2010  ▲
- Thailändischer Zweitligavizemeister: 2014  ▲

Police United
- Thailändischer Zweitligameister: 2015

Muangthong United
- Thailändischer Meister: 2016
- Thailändischer Ligapokalsieger: 2016, 2017
- Thailändischer Supercup-Sieger: 2017
- Mekong Club Championship: 2017

Bangkok United
- Thailändischer Supercup-Sieger: 2023
- Thailändischer Pokalsieger: 2023/24

## Auszeichnungen

### Spieler
- Spieler des Monats in Asien: Dezember 1995 und August 1999
- Teil des Dream Teams der S-League[5]

### Trainer
- Thai League – Trainer des Jahres: 2016
- Thai League – Trainer des Monats: Mai 2016, November 2021